# Гленден (Квинсленд)
Гленден (англ. Glenden) — город, находящийся в районе Айзак, восточный Квинсленд, Австралия. Население города — 1 308 человек (2011 год).

## География
Гленден находится в 110 км к северу от районного центра Моранба.

## Демография
По данным переписи 2011 года, население Глендена составило 1 308 человек. Из них 706 (54 %) составляли мужчины, а 602 (46 %) — женщины. Средний возраст населения составил 28 лет.
| 1986 | 1991 | 2001 | 2006 | 2011 |
| ---- | ---- | ---- | ---- | ---- |
| 1264 | 1677 | 977  | 1112 | 1308 |

## Инфраструктура
В Глендене находится школа, ряд магазинов, библиотека, почтовое отделение, гостиницы и АЗС.